# Jean-Philippe Domecq
Pour les articles homonymes, voir Domecq.
Jean-Philippe Domecq est un romancier et essayiste français, né le 13 mai 1949 à Angers (Maine-et-Loire).

## Parcours littéraire
Dans un souhait d'effacement de l'auteur derrière l'œuvre, Jean-Philippe Martin a pris pour pseudonyme Domecq, le nom d'un auteur imaginaire, inventé par l'Argentin Jorge Luis Borges.
D'abord connu pour son œuvre Robespierre, derniers temps (1984), où la littérature sert d'éclairage complémentaire aux travaux des historiens spécialistes de la période, il est avant tout romancier. Il est l'auteur de deux cycles romanesques, « le Cycle des ruses de la vie », et « La Vis et le Sablier » dans lequel il explore un nouveau genre romanesque, la « métaphysique-fiction ».
Mais il est plus connu pour ses essais, du fait des polémiques qu'ils ont suscitées, notamment son approche contestataire de ce qu'il a nommé « l'Art du Contemporain », dont il fait la critique de la critique, en alliant analyse des théories et description des attitudes que celles-ci révèlent. En résulte, dans l'esprit d'une littérature « moraliste » héritée des Provinciales ou des Caractères, une certaine Comédie de la critique qui campe à vif les milieux d'art et l'époque.
C'est également le cas de sa critique de la critique littéraire française (notamment dans Le Pari littéraire, paru en 1994 et logiquement passé sous silence par les critiques, puis reparu et augmenté dans Qui a peur de la littérature ? en 2002 – et qui a obtenu le Grand Prix de la Critique). Ces deux ensembles donnent une vue sur ce qu'il appelle La Situation des esprits (entretiens avec Éric Naulleau parus en 2006) dans la culture française contemporaine.
Il publie ses textes sur le site littéraire Les Corps Célestes. Ce site héberge aussi l'actualité du groupe des Quelques (anciennement Les Quelques-Uns), qu'il a créé en 2013, à Paris.
Membre du comité de la revue Esprit, il y publie depuis 1988.

## Principaux écrits

### Romans, récits
- Robespierre, derniers temps, 1984 (Prix 1984), 2002, et 2011
- Sirènes, sirènes 1985

- Le Cycle des ruses de la vie :
  - Antichambre, 1991, réédition en 2004
  - Le désaccord, 1996
  - Silence d'un amour, 1998
  - L'ombre de ta peau, 2001

- Cycle de métaphysique fiction La Vis et le Sablier :
  - Cette rue, 2007 (Prix du roman de la Société des Gens de Lettres)
  - Le jour où le ciel s'en va, 2010 (Prix Tortoni)
  - Deuxième chambre du monde, 2017
  - Qu'est-ce que la Métaphysique Fiction ?, 2017

- L'amie, la mort, le fils, éd. Thierry Marchaisse, 2018
- Heures de Paris, éditions de La Bibliothèque, 2020

### Essais
- Ce que nous dit la vitesse :  bibliographie [1994, 1999, 2013].

- Trilogie de l'Art du Contemporain :
  - Artistes sans art ?, 1994, nouvelles éditions en 1999, 2005, 2009
  - Misère de l'art. Essai sur le dernier demi-siècle de création, 1999, nouvelle édition en 2009
  - Une nouvelle introduction de l'art du XXe siècle, 2004
  - Ces trois titres réunis dans: Comédie de la critique - trente ans d'art contemporain, 2015
  - Bref happening mondial, Total Ready Made, 2014, librairie éditions Tituli

- Ruisdael, Ciel ouvert, 1989

- Le Pari littéraire, 1994, repris dans Qui a peur de la littérature ?, 2002, (Grand Prix de la Critique, décerné par l'Association internationale des critiques littéraires et le P.E.N. Club français

- Trilogie politique:
  - La Passion du politique, 1989
  - Petit traité de métaphysique sociale, 1992
  - La liberté sans choix, 2002

- Traité de banalistique, (essai), éditions Mille et Une nuits, 2004 •  (ISBN 978-2-84205-844-9)
- Alain Robbe-Grillet ?, 2005
- La situation des esprits (art, littérature, politique, vie) : entretiens avec Éric Naulleau, 2006 ; nouvelle édition augmentée, 2012.
- Cette obscure envie de perdre à gauche, 2012
- Le Livre des jouissances, 2017
- Exercices autobiographiques, éditions La Bibliothèque, 2017 •  (ISBN 978-2-90968-885-5)
- La Monnaie du temps, éditions Pocket, 2018
- Le film de nos films, éditions Pocket, 2020